# Ulla Hagstrand
Ulla Hagstrand, född Söderborg 3 juli 1916, död 8 mars 2010 i Stockholm var en svensk kommunpolitiker. Hon var gift med arkitekten Rolf Hagstrand.

## Biografi
Hagstrand var dotter till rektor Benkt Söderborg och Anna Mannerstråle. Under andra världskriget vistades Ulla Söderborg (som hon då hette) i Nazityskland. Efter krigets slut var hon en av de frivilliga som tog hand om offren från koncentrationslägren. Upplevelser och erfarenheter från den tiden kom sedan att prägla hennes vilja ett engagera sig politiskt.
Hemkommen till Sverige började hon med textilstudier vid Konstfack i Stockholm och fick anställning vid Nordiska Kompaniet:s textilkammare. Hon engagerade sig i Handarbetets vänner och deltog från 1946 i Slöjdföreningens utbildningsverksamhet. 1947 gifte hon sig med arkitekt Rolf Hagstrand. Paret fick tre barn: Benkt (född 1948), Olle (född 1949) och Lisa (född 1953).
Sedan början av 1950-talet var Ulla Hagstrand en av de ledande lokalpolitikerna inom Folkpartiet i Stockholms kommun. Mellan 1954 och 1976 satt hon i Stockholms kommunfullmäktige. Mellan 1973 och 1979 var hon även en av Stockholms överförmyndare och var 1980–1988 ordförande i Gode mans- och förmyndarföreningen. 1987 publicerade hon skriften Att vara god man.
Gällande hennes motioner i olika ämnen kan nämnas reaktionen vid rivningen av Klaragasverkets gasklocka vid Sabbatsberg 1970 där hon var den första att väcka frågan om att bevara Värtagasverkets gasklockor. Frågan blev aktuell över 30 år senare i samband med bygget av Norra Djurgårdsstaden och nedläggningen av gasverket i början av 2000-talet.
Ulla Hagstrand fann sin sista vila på Bromma kyrkogård där hon gravsattes den 4 maj 2010.